# Джон Гелд-молодший
Джон Гелд-молодший (англ. John Held Jr., нар. 1947, Нью-Йорк) — американський мейлартист, художник перформансу, який є активним учасником альтернативного мистецтва з 1975 року, зокрема, в області штемпельного мистецтва, «Зін» культури і артістампів.  Він є одним із найвизначніших та найшановніших промоутерів та хроністів поштового мистецтва.
Вітторе Бароні писав про нього: «Його називали Джеймсом Босуеллом поштового мистецтва, і справді, як і відомий співавтор письменника Семюель Джонсон, Джон Гелд Мл. є найкращим біографом (і бібліографом), якого поштове мистецтво коли-небудь знало або могло коли-небудь бажати».

## Художник-куратор
З 1976 року Джон Гелд починає займатись Мейл-арт мистецтвом. У його поштових роботах використовуються гумові штампи, художні марки, техніка колажу та копіювання. Він багато подорожував, щоб реалізовувати окремі мистецькі та спільні мистецькі акції, і серед багатьох його виставкових  робіт є проект «Тінь» у Хіросімі та Кіото, Японія (1986), та Роуз Мутт на фестивалі «Час змін» у Міндені, Німеччина (2000) та багато інших.
На даний час проживає в Сан-Франциско, США, де керує Modern Realism Gallery та архівом.  Він був куратором поштових виставок та персональних виставок у всьому світі, зокрема «Stampworks» першої виставки в галереї Stempelplaats, Амстердам (1976), «Artistamps» у Тарту, Радянський Союз (1989), «Mail Art» у Палаці образотворчих мистецтв Мистецтв , Гавана, Куба (1995), «Bay Area Dada at Printed Matter» у Нью-Йорку (1999), «Острів миру» на острові Чеджу, Південна Корея (2001), «Американські художні штампи» в галереї Стендаля, Нью-Йорк (2010) Американські художні штампи,  та BMC to DIY, свято художників коледжу Блек-Маунтин в Ешвіллі, штат Північна Кароліна, США (2010). У червні 1997 року він провів персональну виставку своїх творів поштового мистецтва в Архіві мистецтва електронної пошти Гая Блеуса, Центр візуальних мистецтв у Хассельті, Бельгія.
Також був куратором Stamp Art Gallery у Сан-Франциско в 1995—1998 рр., У співпраці з Пікассо Гаґліоне випускав численні каталоги та мультиплеї, що стосуються авангарду ХХ століття. В проміжку цих років зробив ряд проектів: «Привітання з Daddaland: Fluxus, Mail Art і гумові марки» галерея Stendhal, Нью-Йорк (2010), куратор для Ever Gold Gallery, Сан-Франциско (2010) з проектом "Сміття з культурного підпілля ". У цьому шоу були представлені пам'ятки від руху Мейларт, дадаїсти з району Бей, а також власні твори Джона Хелда, Куратор для Ever Gold Gallery, Сан-Франциско (2011) «Beat by the Bay» — історичний погляд на художників у Сан-Франциско 1950-х та їх галереї. У 2013 році він став одним з куратором художньої виставки з Ендрю МакКлінток під назвою «Gutai Historical Survey and Contemporary Response»
Про його життя була написана п'єса під назвою «від Хелда» драматурга / актора Джеремі Джуліана Греко, яку кілька років виконували в районі Сан-Франциско 2010—2014 років.

## Автор
Джон Хелд Мл., написав кілька впливових книг про мейл-арт: «Mail Art: An Annotated Bibliography»  і «Rubber Stamp Art».
Бувши співробітником художнього журналу SFAQ, він написав понад п'ятдесят художніх статей та оглядів, включаючи інтерв'ю з поетом Лоуренсом Ферлінгетті, художником Робертом Бехтлом та танцівницею Анною Халпрін, а також «Move Your Archive», серію з чотирьох частин про важливість архівування та стратегій документування та збереження різноманітних художніх матеріалів.
Він також є автором багатьох журнальних статей та нарисів, каталогів для поштового мистецтва та виставок артистів, а також зіграв значну роль у заохоченні та отриманні поштового мистецтва та альтернативних художніх жанрів у провідних культурних закладах та виданнях у всьому світі. Грані його колекції розміщені в Бібліотеці досліджень Гетті (Лос-Анджелес) та Музеї сучасного мистецтва (Нью-Йорк)  а його роботи знаходяться в Архіві американського мистецтва, Смітсонівський інститут (Вашингтон, округ Колумбія).

## Дослідник і викладач
Як науковець він проводив дослідження, збирав та інституціоналізував реліквії та документи пізнього авангарду ХХ століття, і протягом 25 років працював художнім бібліотекарем у штаті Нью-Йорк, штат Меріленд та Даллас, штат Техас.
У 1977 році провів інтерв'ю з Рей Джонсоном, «Батьком поштового мистецтва»  а також взяв інтерв'ю у інших художників, пов'язаних з Fluxus, Джона Кейджа (1993) та Аллана Капроу (1994).
Читав лекції про історію поштового мистецтва та авангарду в музеї Вікторії та Альберта, Лондон, Велика Британія (1993), та в Національній академії образотворчих мистецтв, Прага, Чехія (1994). Його лекція в Державному центрі сучасного мистецтва, Москва, Росія (2003) супроводжувала виставку російських футуристів у Державному музеї Маяковського.

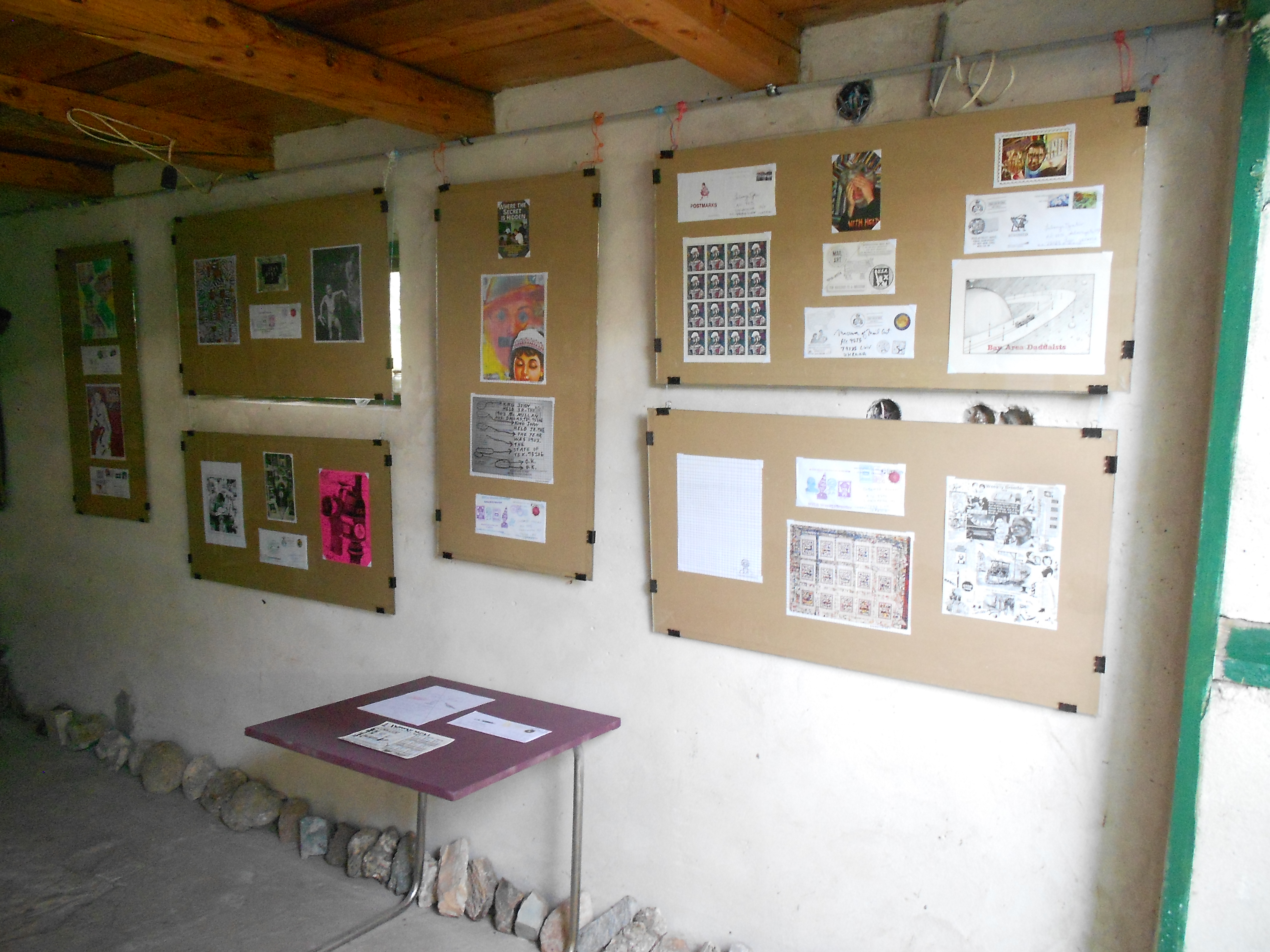
«Тимутопіяпрес», 2021 р., фрагмент експозиції John Held Jr. «Be a Visionary of Tomorrow: Perforations by John Held, Jr.»

У 2021 році творчість Джона Гелда Молодшого була експонована в альтернативній галереї «Тимутопіяпрес», Львів, Україна. Куратором проекту виступив львівський художник Любомир Тимків.